# Шиловский Починок
Шиловский Починок — деревня в Вилегодском муниципальном округе Архангельской области.

## География
Находится в юго-восточной части Архангельской области на расстоянии приблизительно 23 км на северо-восток по прямой от административного центра района села Ильинско-Подомское на правобережье реки Виледь.

## История
Была отмечена деревня еще в 1710 году как поселение с 1 двором. 
В 1816 году Шиловский отмечен на Подробной карте Российской Империи и близлежащих заграничных владений.
В 1859 году здесь (деревня Сольвычегодского уезда Вологодской губернии) было учтено 8 дворов. До 2020 года входила в состав Вилегодского сельского поселения до его упразднения.

## Население
Численность населения: 7 человек (1710 год), 81 (1859), 14 (русские 100 %) в 2002 году, 2 в 2010.